# Henning Höppe

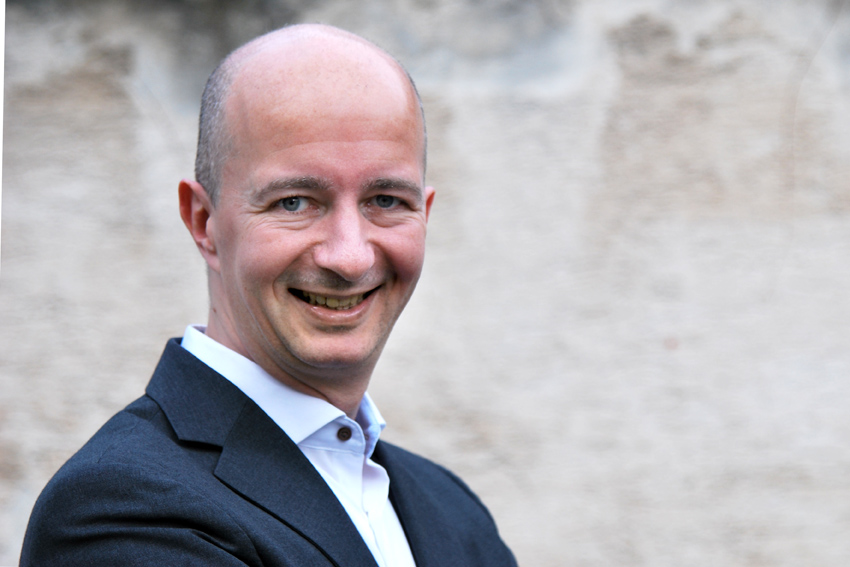
Henning Höppe, 2019

Henning Alfred Höppe (* 7. Oktober 1972 in Nürnberg) ist ein deutscher Chemiker und Hochschullehrer.

## Leben
Henning Alfred Höppe legte 1992 das Abitur am Rottmayr-Gymnasium Laufen ab und nahm nach dem Wehrdienst 1993 sein Studium der Chemie an der Universität Bayreuth auf. Seine Dissertation über Leuchtstoffe auf der Basis Europium-dotierter Nitridosilicate und Oxonitridosilicate sowie Carbidonitridosilicate schloss er 2003 bei Wolfgang Schnick an der Ludwig-Maximilians-Universität München ab.
Als Postdoktorand ging er an die University of Oxford in die Arbeitsgruppe von Malcolm L. H. Green, wo er sich mit Kohlenstoffnanoröhrchen beschäftigte. Seine Habilitation im Fach Anorganische Chemie erfolgte 2010 an der Albert-Ludwigs-Universität Freiburg auf seinem jetzigen Hauptarbeitsgebiet. Höppe folgte 2010 einem Ruf als Professor für Festkörperchemie und Materialwissenschaft an die Universität Augsburg.
Henning Höppe engagierte sich auch politisch im Forum DL21 der SPD und sprach sich im August 2020 kurz vor dessen Nominierung öffentlich gegen Olaf Scholz als Kanzlerkandidat aus. Am 28. Juni 2021 erklärte er seinen Austritt aus der SPD.

## Forschung
Die Arbeitsgruppe von Höppe forscht in der Festkörperchemie und Materialwissenschaft an neuartigen Leuchtstoffen für optische Anwendungen, beispielsweise in phosphorkonvertierten (pc)-Leuchtdioden. Hierbei interessieren die Arbeitsgruppe insbesondere Phosphate und verwandte sog. silicatanaloge Verbindungen als Wirtsstrukturen, die Tetraeder-Grundbausteine enthalten. Diese enthalten meist Erdalkalimetalle oder Lanthanoide, die mit den interessierenden Aktivatoren wie Seltenerdmetallen dotiert werden. Seit 2012 untersucht die Arbeitsgruppe verstärkt neue Verbindungsklassen wie die der sog. Borosulfate oder Boratosulfate, neuerdings (seit 2017) auch Fluorooxoborate, die insbesondere für nicht-linear optische Eigenschaften interessant sind. Auch diese zählen zu den silicatanalogen Verbindungen, weil sie Tetraeder-Grundbaueinheiten aufweisen.

## Auszeichnungen
- Liebig-Stipendium,[8] Fonds der Chemischen Industrie (FCI), 2004
- Eugen-Grätz-Preis[9] (Albert-Ludwigs-Universität Freiburg), 2006, Arbeiten zur Erforschung der festkörperchemischen Grundlagen für die Entwicklung neuer Lumineszenzmaterialien.

## Trivia
Henning Höppe nahm beratend an Kochkursen für Studierende an seiner Universität teil, engagiert sich in der Kinderuniversität der Universität Augsburg und als Experte in Chemiefragen bei der Kindersendung "Lachlabor" des Bayerischen Rundfunks.

## Publikationen
- Optische, magnetische und strukturelle Eigenschaften von Nitridosilicaten, Oxonitridosilicaten und Carbidonitridosilicaten, München 2003, DNB 984722297, OCLC 643086660 (Dissertation Universität München 2003, 77 Seiten, Volltext PDF, kostenfrei, 328 Seiten, 9,2 MB).
- Struktur-Eigenschaftsbeziehungen seltenerddotierter Phosphate und Borate. Habilitationsschrift Albert-Ludwigs-Universität Freiburg 2009.[13]
- Rare-Earth Elements: Solid State Materials: Chemical, Optical and Magnetic Properties, Berlin/Boston 2024, ISBN 978-3110680812.